# Cereal Partners Worldwide
Cereal Partners Worldwide S.A. es una empresa conjunta entre Nestlé y General Mills, establecida en 1991 para producir cereales para el desayuno. La empresa tiene su sede en Lausana, Suiza, y comercializa cereales en más de 130 países (excepto EE. UU. y Canadá, donde General Mills comercializa los cereales directamente).
Los cereales de la compañía se venden bajo la marca Nestlé, aunque muchos se originaron en General Mills y algunos, como Shredded Wheat y Shreddies, alguna vez fueron fabricados por Nabisco. En Australia y Nueva Zelanda, algunos de los productos de CPW se venden bajo la marca Uncle Tobys.
Para 2019, CPW tuvo una facturación anual de unos dos mil millones de dólares estadounidenses y una plantilla de unos 4.000 empleados.

## Productos
CPW fabrica y comercializa cereales para el desayuno bajo las siguientes marcas, dependiendo de la región:
- Cini Mini, cereal sabor canela (Estados Unidos y República Dominicana)
  - Cinnamon Toast Crunch
- Cheerios, cereal de avena
- Chocapic (Europa, América Latina y Medio oriente bajo la marca  Koko Krunch)
- Country Corn Flakes (o simplemente Corn Flakes), cereal de maíz
  - Gold, variante cubierta de miel
  - Fitness, variante con cereal integral
  - Zucosos, variante cubierta de azúcar tipo Frosted Flakes (América Latina)
- Estrellitas (España y algunos países de América Latina)
- Trix
- Milo
- Cookie Crisp
- Lion Cereal
- Nesquik
- Shreddies
- Shredded Wheat
- Lucky Charms